# 45年 (电影)
《45年》（英語：45 Years）是一部2015年安德鲁·黑格执导的英国剧情片，講述結褵多年夫妻凱特和傑夫，因為意外獲知傑夫的前女友的消息，導致兩者婚姻關係之間隱藏的秘密逐漸浮現檯面。
這部電影獲得影評界的讚譽，演員表現、情感刻畫、編劇為評論家津津樂道之處，入选第65届柏林影展主竞赛单元，女演员夏洛特·兰普林和男演员汤姆·考特尼分别赢得最佳女演员银熊奖和最佳男演员银熊奖。夏洛特·兰普林也获得欧洲电影奖最佳女主角、国家影评人协会、洛杉矶影评人协会、伦敦影评人协会和波士顿影评人协会最佳女主角奖，以及奥斯卡最佳女主角提名。

## 剧情
結婚45年的夫妻凱特和傑夫是膝下無子的退休人士，由於兩者在五年前因心臟搭橋手術而不得不取消結婚40週年紀念日的活動，於是決定在這個年度補辦屬於兩者的結婚紀念週年慶祝會，但是在紀念日宴會前夕，丈夫突然收到一封來信。信中寫道，傑夫五十年前在瑞士的阿爾卑斯山意外身亡的時任女友卡蒂亞，其凍結的屍首已在冰層內被發現。
凱特與傑夫都對這件事情深感震驚，但他們並未向彼此坦露心中的不安。事實上，傑夫此前曾向凱特透露過卡蒂亞的事，起先凱特似乎並不關心傑夫刻意克制的不安。傑夫告訴凱特，當他和卡蒂亞在20世紀60年代初還在交往時期，他和卡蒂亞假裝已婚夫妻，以便能被容許同住一房。因此瑞士當局當他是卡蒂亞的近親。傑夫不斷在回憶中尋找過去，凱特則努力讓自己忙於張羅宴會來痲痹不斷累積的嫉妒與焦慮。某夜傑夫踏進閣樓查看卡蒂亞的紀念物件，引起凱特的不滿，傑夫不情願地向憤怒地堅持的凱特展示了一張她的照片。凱特注意到當時的卡蒂亞容貌很像凱特年輕時的模樣，而且兩者有著相似的黑髮。後來，凱特趁著傑夫在他過往的工作場所參加聚會午餐時，偷偷踏入閣樓準備一探究竟，發現傑夫的剪貼簿裡盡是他和卡蒂亞在一起的時光的紀念品，其中包括他們上次徒步旅行時壓製的紫羅蘭壓花。凱特還在一個臨時屏幕旁邊找到了一台旋轉幻燈片投影儀，上面載有瑞士和卡蒂亞的圖像，當她檢視幻燈片的時候，驚愕地察覺幻燈片顯示卡蒂亞去世時已經懷孕。
經過此事，戒菸許久的凱特再度重拾香菸，她獲知傑夫去當地旅行社詢問瑞士旅行的消息，遂出面質問他最近與卡蒂亞有關的行為，但對於她在閣樓看到的物件隻字未提。凱特稱道，她現在相信，他們作為夫妻生活中許多大小決定，都受到了卡蒂亞的影響。傑夫則向凱特承諾他們的婚姻將「重新開始」。翌晨，傑夫特地為她端茶到床、為她做早餐，以表明態度。待傑夫與凱特整裝完畢，他們出席了在歷史悠久的大廳舉行的周年紀念會。傑夫登台含淚發表致詞，向出席的賓客們與凱特表達了他對凱特的愛。
當週年紀念會邁入跳舞環節時，會場響起派特斯的歌曲《Smoke Gets in Your Eyes》，傑夫挽起凱特的手緩緩共舞，隨著舞步進行，歌詞溫柔詢問著：你怎知你的愛為真？傑夫的行動節奏變得年輕活潑起來，但與之相對地則是凱特愈加平板和僵化。當歌曲播畢，傑夫停下舞步，在出席紀念會的賓客的歡呼聲中舉手致意，身邊的凱特卻奮力抽離原本互握的手，獨自站在站在舞池裡的人群中，神情落寞。

## 角色
- 夏洛特·兰普林 - 凯特·默瑟（Kate Mercer）
- Dolly Wells - 夏洛特（Charlotte）
- 汤姆·考特尼 - 杰夫·默瑟（Geoff Mercer）
- Geraldine James - Lena
- Max Rudd - Maître d'
- David Sibley - 乔治（George）
- Sam Alexander - Chris the postman
- Hannah Chalmers
- Richard Cunningham - Mr. Watkins
- Kevin Matadeen - Waiter

## 反响
烂番茄新鲜度98%，Metacritic上得到94分，获得普遍赞誉。